# Trigonidium mokuleia
Trigonidium mokuleia är en insektsart som beskrevs av Carvalho, T. de och D. Otte 2006. Trigonidium mokuleia ingår i släktet Trigonidium och familjen syrsor. Inga underarter finns listade i Catalogue of Life.